# ۱۴ (میلادی)
۱۴ (میلادی) چهاردهمین سال تقویم میلادی است.

## رویدادها
بر اساس مکان
امپراتوری روم
- سومین (و آخرین) سرشماری بیست ساله امپراتوری روم توسط آگوستوس، در مجموع ۴،۹۷۳،۰۰۰ شهروند را گزارش می‌دهد.
- ۱۹ اوت - آگوستوس، اولین امپراتور روم، درگذشت و به عنوان خدا اعلام شد.[۱]
- ۱۸ سپتامبر - تیبریوس جانشین ناپدری خود آگوستوس به عنوان امپراتور روم شد.[۱]
- شورش لژیون‌ها در راین پس از مرگ آگوستوس؛ژرمانیکوس نظم و انضباط را در میان لژیون‌ها برقرار می‌کند.[۲]
- ژرمانیکوس به عنوان فرمانده نیروها در آلمان منصوب می‌شود و لشکرکشی‌ای را آغاز می‌کند که در ۱۶ سالگی به پایان می‌رسد.
- ژرمانیکوس حمله‌ای وحشیانه علیه مارسی‌ها، یک قبیله آلمانی در رودخانه روهر علیا، رهبری کرد که منجر به قتل عام آنها شد.
- شهر و بندر نائوپورتوس توسط یک لژیون رومی یاغی که برای ساخت جاده و پل به آنجا اعزام شده بود، غارت شد.

چین
- اولین سال دوران تیان‌فنگ از دودمان شین چین.[۳]
- قحطی چین را فرا گرفت؛ برخی از شهروندان به آدم‌خواری روی آوردند.

## زادگان
- لوسیوس کیسیلیوس یوکوندوس، بانکدار رومی (درگذشته ۶۲ پس از میلاد)
- مارکوس یونیوس سیلانوس، کنسول روم (درگذشته 54 پس از میلاد)

## درگذشتگان
- ۱۹ اوت – آگوستوس، سیاست‌مدار در روم باستان
- ۲۰ اوت - آگریپا پوستوموس، نوه آگوستوس و وارث سابق امپراتوری (متولد ۱۲ پیش از میلاد)
- گنائوس پومپیوس (روفوس)، کنسول روم
- ژولیای بزرگ، دختر آگوستوس (متولد ۳۹ پیش از میلاد)
- لوسیوس آمیلیوس پاولوس، کنسول روم
- پارتنیوس از نیقیه، دستور زبان‌شناس یونانی
- پاولوس فابیوس ماکسیموس، کنسول روم
- سمپرونیوس گراکوس، اشراف رومی